# Witowo (województwo podlaskie)
Witowo – wieś w Polsce położona w województwie podlaskim, w powiecie hajnowskim, w gminie Dubicze Cerkiewne.
| SIMC    | Nazwa            | Rodzaj                 |
| ------- | ---------------- | ---------------------- |
| 0028122 | Kraskowszczyzna  | przysiółek, do 2024 r. |
| 0028139 | Pasieczniki Małe | przysiółek             |

Koło wsi znajduje się przystanek kolejowy i mijanka Witowo.
W latach 1975–1998 miejscowość należała administracyjnie do województwa białostockiego.
Wieś w 2011 roku zamieszkiwały 103 osoby.
Prawosławni mieszkańcy wsi należą do parafii św. Michała Archanioła Starym Korninie, a
wierni kościoła rzymskokatolickiego do parafii Świętych Cyryla i Metodego w Hajnówce.